# Baliari
Baliari è una suddivisione dell'India, classificata come census town, di 11.528 abitanti, situata nel distretto di Dhanbad, nello stato federato del Jharkhand. In base al numero di abitanti la città rientra nella classe IV (da 10.000 a 19.999 persone).

## Geografia fisica
La città è situata alle coordinate geografiche di 23° 45' 29 N e 86° 22' 07 E.

## Società

### Evoluzione demografica
Al censimento del 2001 la popolazione di Baliari assommava a 11.528 persone, delle quali 6.395 maschi e 5.133 femmine. I bambini di età inferiore o uguale ai sei anni assommavano a 1.741, dei quali 913 maschi e 828 femmine. Infine, coloro che erano in grado di saper almeno leggere e scrivere erano 6.761, dei quali 4.497 maschi e 2.264 femmine.